# Jim Taylor (labdarúgó)
James Guy Taylor (Hillingdon, 1917. november 5. – 2001. március 6.), angol válogatott labdarúgó.
Az angol válogatott tagjaként részt vett az 1950-es világbajnokságon.